# Dioxyde de manganèse
Pour les articles homonymes, voir Oxyde de manganèse.
Le dioxyde de manganèse, ou oxyde de manganèse(IV), est le composé chimique de formule MnO2.  C'est le composé oxydé de manganèse le plus important sur le plan économique.

## Présentation
Ce corps chimique composé de Mn (IV) noir, insoluble en pratique dans l'eau, existe au moins sous cinq variétés. Il se présente généralement au laboratoire sous la forme d'une poudre de couleur noire à brune. Ce corps est un oxyde amphotère, très souvent non stœchiométrique, qui perd par effet de chauffage un atome d'oxygène à partir de 230 °C, laissant en principe l'oxyde de manganèse III et non le monoxyde de manganèse. Le dioxyde est donc très facilement détruit par la chaleur, ainsi par chauffage en vase clos à 500 °C puis à 890 °C il dégage encore plus de gaz dioxygène.
12 MnO2 poudre solide  → 6 Mn2O3 sesquioxyde de manganèse +  3  O2 gaz oxygène → 4 Mn3O4 oxyde salin des Anciens +  4  O2
Les cristaux rhomboédriques sont solubles dans l'acide chlorhydrique, mais insolubles dans l'acide nitrique et l'acétone. La poudre catalyse efficacement la décomposition du peroxyde d'hydrogène.

### Occurrences naturelles
Cet oxyde, qui constitue un des principaux minerais de manganèse, existe à l'état naturel sous la forme du minéral pyrolusite, noir à gris sombre. Elle est de structure réticulaire tétragonale, le plus souvent massive et fibreuse, poudreuse ou filaire, parfois en croûte fibreuse, mais il existe une variété argentifère, et une belle variété de morphologie botryoïdale, cette dernière étant le fruit de la pseudomorphose de la manganite. 
Mais elle n'a jamais été trouvée par les chimistes et minéralogistes dans les dendrites, malgré la littérature ancienne ou moderne qui les nomment de façon pratique "dendrite (d'oxyde) de manganèse (hydraté)", ou improprement "dendrite de dioxyde de manganèse " ou encore au sens ancien "psilomélane". Il est vrai que l'analyse chimique partielle permet de mettre en évidence du dioxyde de manganèse. Mais les dendrites réellement manganésées relèvent d'autres minéraux comme la birnessite (Na,Ca)0.5(MnIV,MnIII)2O4 · 1.5 H2O, la nsutite (MnIV,MnII)(O,OH)2, la todorokite (Na,Ca,K,Ba,Sr)1-x(Mn,Mg,Al)6O12 · 3-4 H2O, etc. ... espèces minérales souvent en association dites du "groupe des cryptomélanes".

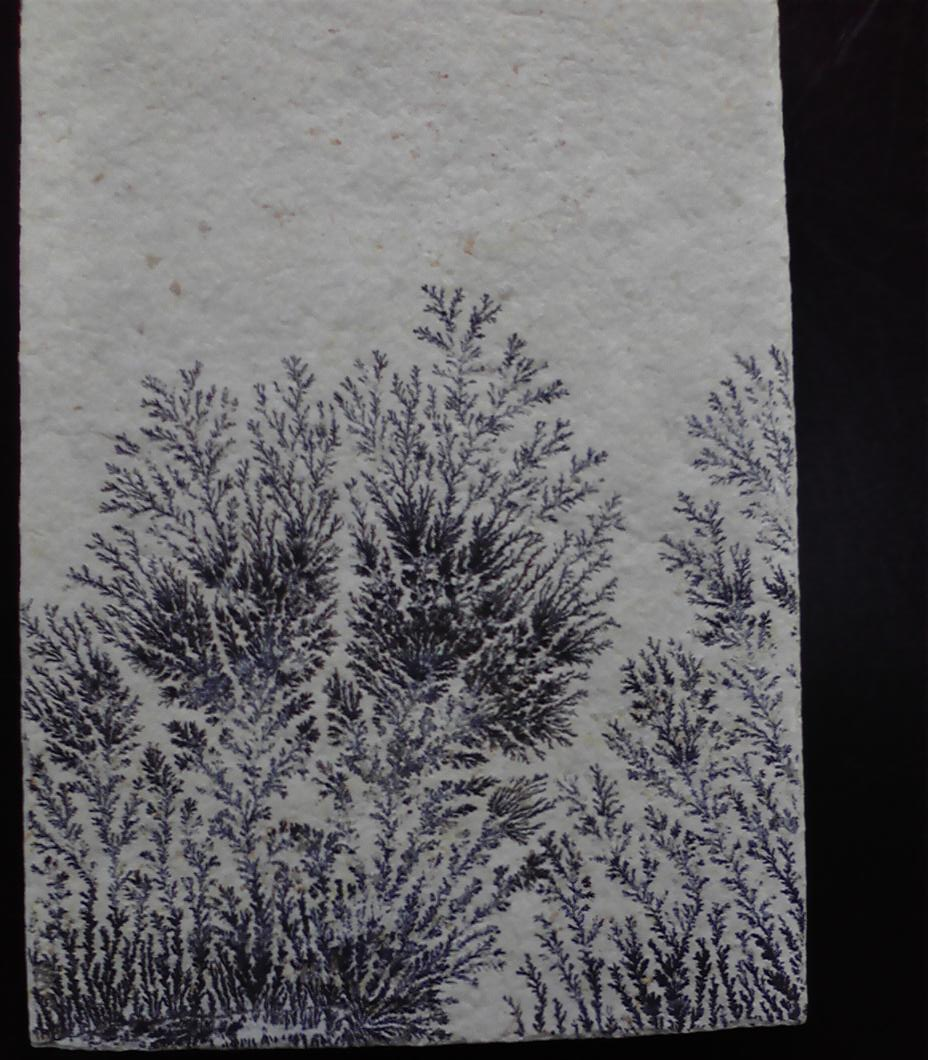
Dendrites à base de cryptomélanes, improprement dites à base de "dioxyde de manganèse hydraté" sur une strate de calcaire à Solnhofen (Bavière, Allemagne). Collection minéralogique de l'université de Tsukuba (Japon).

Il n'est pas exclu que le dioxyde de manganèse soit parfois présent à l'état de traces dans le cœur des nodules de manganèse reposant au fond des océans, même si ces dernières sont principalement de véritables enroulements de couches d'hydroxydes de fer et manganèse, avec une multitude d'autre hydroxydes ou d'oxyhydroxydes de divers éléments métalliques (Si, Al, Ni, Cu, Co, Na, Ca, Mg, Ti, Ba...).

## Préparation
Des cristaux rhomboédriques de  dioxyde de manganèse MnO2 peuvent être obtenus par oxydation en masse du corps simple ou manganèse métal à l'air, selon la réaction :
Mn solide + O2 gaz {\displaystyle \to } MnO2
Il peut être obtenu par mouture des cristaux naturels sélectionnés de pyrolusite ou mieux par chauffage de nitrate de manganèse(II) sous courant d'air au-dessus de 500 °C.
{\displaystyle \mathrm {Mn(NO_{3})_{2}\cdot 6\ H_{2}O\ {\xrightarrow {\Delta T}}\ MnO_{2}+2\ NO_{2}+6\ H_{2}O} }
Aujourd'hui le dioxyde de manganèse purifié est obtenu principalement par électrolyse de solution aqueuse de sulfate de manganèse (II). Les ions manganeux Mn2+ sont oxydés à l'anode en cations Mn3+-, qui, assez instables, se dismutent en  Mn2+- et Mn4+. Ainsi se dépose du dioxyde de manganèse (IV) à l'anode.
Il existe aussi une multitude de dioxyde(s) de manganèse, une grande partie est fabriquée par les électrochimistes, spécialistes des cathodes des piles et batteries alcalines.

## Utilisations
Les principales applications du MnO2 sont les piles sèches comme les piles alcalines et les piles Zn-Cd. En 1976, cette application correspondait à une consommation d’un demi-million de tonnes annuelles de pyrolusite. Dans les années 1990, le quart de la production en masse de dioxyde de manganèse servait aux piles sèches. L'autre quart servait à fabriquer des dérivés purifiés de la chimie du manganèse, tels que MnO, MnSO4 qui est un intermédiaire pour l'obtention du Mn métal par électrolyse... Environ 17 % en masse servaient comme pigments minéraux pour tuiles et céramiques. La fabrication d'oxydants, en particulier celle massive pour la filière uranium, réclamait 10 % en masse de dioxyde de manganèse. Les besoins en soudure s'élevaient à plus de 8 %. Le secteur de la chimie organique employait encore 5 % alors que la fabrication de dérivés permanganates utilisait 3 %. Les quelque 7 % restant se répartissaient en de multiples usages.
L'usage dans les piles et batteries alcalines a connu une spectaculaire croissance depuis 1990. Le secteur dit électrochimique, comprenant les piles et batteries lithium/dioxyde de manganèse, est dorénavant largement majoritaire. 
MnO2 est aussi utilisé comme matériau d'électrode de supercondensateur.
Le dioxyde de manganèse est un pigment noir, utilisé en céramique. Il sert à la fabrication des tuiles. 
Le dioxyde de manganèse servait autrefois à produire du dioxygène (avec un montage par déplacement d'eau) et une large gamme de chlorures décolorants, il sert toujours à fabriquer divers corps oxydants, modérés ou puissants. Il sert au traitement de l'eau, dans les stations d'épuration.
MnO2 est utilisé comme catalyseur au laboratoire pour la préparation du dioxygène à partir de chlorate de potassium ; c’est une des expériences classiques dans l’enseignement de base de la chimie. Il catalyse aussi la décomposition du peroxyde d’hydrogène : 

2 H2O2(aq) {\displaystyle \to } O2(g) + 2 H2O(l)
Il est aussi utilisé dans la production de permanganates par fusion alcaline oxydante comme le permanaganate de potassium KMnO4.
En chimie organique on utilise le dioxyde de manganèse activé produit suivant l'équation : 
MnCl2 + KMnO4 + H2O → MnO2
C'est un oxydant sélectif : les alcools allyliques, benzyliques et propargyliques sont oxydés plus rapidement que les alcools saturés. L'oxydation se fait dans l'eau, l'acétone ou le dichlorométhane. Cette oxydation a cependant pour inconvénients de nécessiter un large excès de MnO2 (parfois plus de 40 équivalents), des temps de réaction longs et la difficulté à obtenir du MnO2 hautement activé.
MnO2 intervient également dans la synthèse du manganate de potassium (K2MnO4). K2MnO4 est ainsi obtenu par fusion de l’oxyde de manganèse(IV) en présence d'hydroxyde de potassium et d'un agent oxydant comme le salpêtre (nitrate de potassium, KNO3) ou le perchlorate de potassium (KClO4). 
Le manganate de potassium peut être purifié par distillation sous vide pour donner des cristaux vert foncé (prismes orthorhombiques). Le manganate(VI) de potassium n’est soluble que dans les alcalis ; dans les conditions non-alcalines, il se dismute en permanganate de potassium et en oxyde de manganèse(IV), selon l'équation :
3 MnO42− + 4 H+ {\displaystyle \to } 2 MnO4− + MnO2(s) + 2 H2O
Autrefois, les huiles employées pour délayer les couleurs étaient rendues siccatives par chauffage avec du dioxyde de manganèse à ébullition.

### Métallurgie et verrerie
Les minerais de dioxyde de manganèse servent aussi à la préparation des ferromanganèses. 
Le dioxyde de manganèse est un corps autrefois employé pour purifier les aciers dans le procédé Bessemer. Il est utilisé pour préparer par frittage d'oxydes certains superalliages du type fer-manganèse. 
Le dioxyde de manganèse - autrefois dénommé savon des verriers - servait à purifier le verre de ces impuretés colorés et surtout des souillures de matières charbonneuses, à faible doses. L'emploi à plus forte doses pouvait teindre le verre en violet.

## Toxicologie
Les données toxicologiques sur ce produit ont été mises à jour par l'INRS en 2015.